# Баголино
Баголѝно (на италиански: Bagolino, на източноломбардски: Bagolì, Баголи) е малко градче и община в Северна Италия, провинция Бреша, регион Ломбардия. Разположено е на 778 m надморска височина. Населението на общината е 3954 души (към 2013 г.).